# Gajówka (powiat Prudnicki)
Gajówka is een dorp in de Poolse woiwodschap Opole. De plaats maakt deel uit van de gemeente Prudnik.

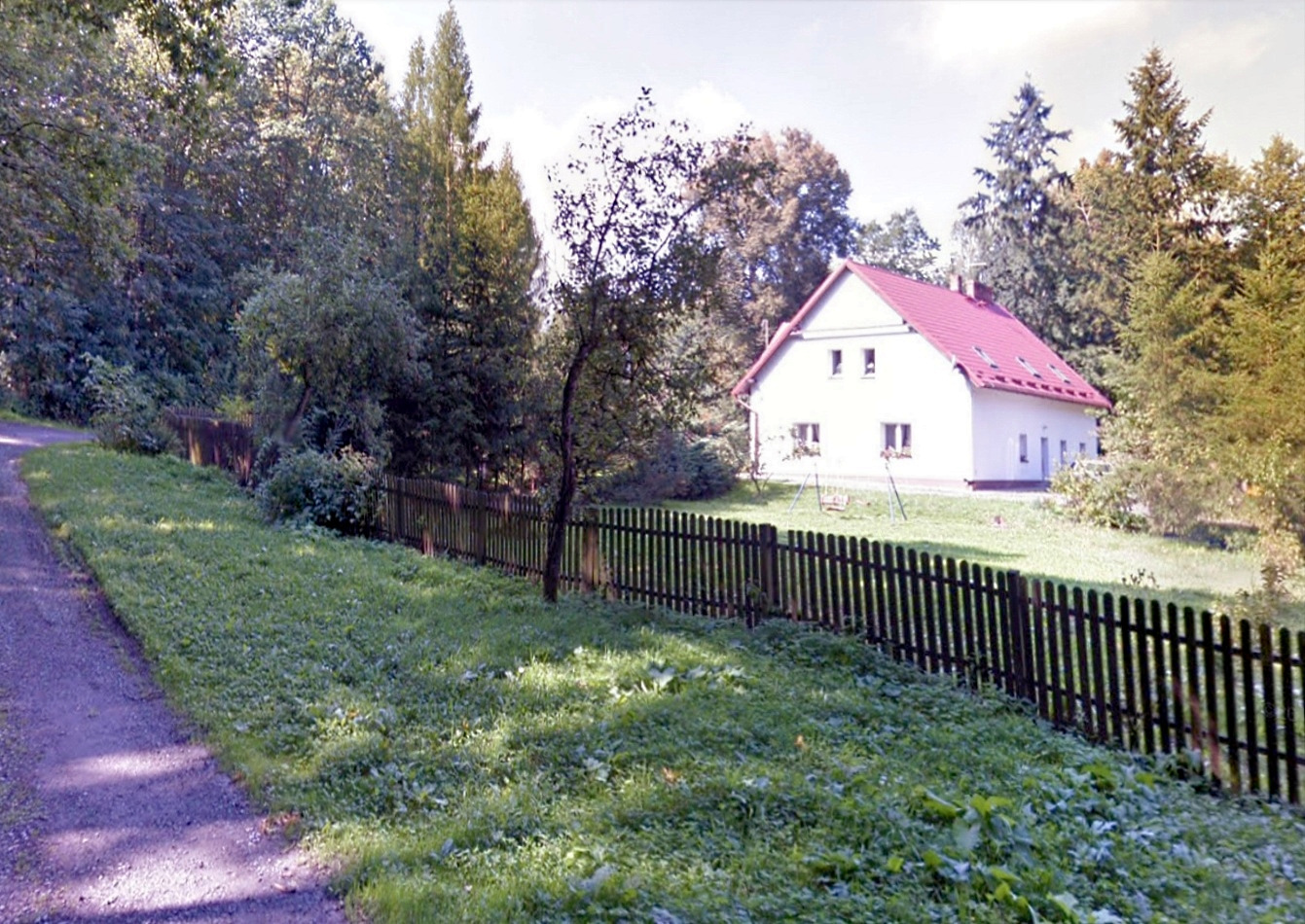